# Finala Ligii Campionilor 2019
Finala Ligii Campionilor din 2019 a fost meciul final al Ligii Campionilor UEFA din 2018-1919, cel de-al 64-lea sezon al turneului european de fotbal de club organizat de UEFA și al 27-lea sezon de la rebrandingul la Liga Campionilor UEFA. A fost jucată la Wanda Metropolitano din Madrid, Spania, la 1 iunie 2019, între echipele engleze Tottenham Hotspur, în prima lor finală a Cupei Europene, și Liverpool, în cea de-a noua finală și a doua la rând, fiind înfrânți de către Real Madrid în 2018. A fost cea de-a șaptea finală a Ligii Campionilor - și a patra a deceniului - care cuprinde două echipe din aceeași asociație și cea de-a doua finală engleză după 2008. A fost, de asemenea, prima finală din 2013, care nu prezintă cel puțin o echipă spaniolă, Barcelona și Real Madrid având în comun cele cinci titluri precedente.
Liverpool a câștigat finala cu 2-0, cu o lovitură de pedeapsă care a fost transformată după 106 de secunde de către Mohamed Salah și un șut de către rezerva Divock Origi după 87 minute. În calitate de câștigători, pentru al șaselea eveniment global și pentru prima dată din 2005, Liverpool și-a câștigat dreptul de a juca în Campionatul Mondial al Cluburilor FIFA 2019, precum și împotriva lui Chelsea, câștigătorii Ligii Europei UEFA 2018-19, în Supercupa Europei 2019. Ei urmau, de asemenea, să se califice pentru a intra în faza grupelor a Ligii Campionilor UEFA 2019-20. Cu toate acestea, deoarece Liverpool s-a calificat deja prin poziția lor în ligă, locul rezervat a fost oferit campionilor Bundesliga 2018-19 din Austria, clasată pe locul 11 în lista de acces a sezonului următor.
În martie 2018, UEFA a anunțat că va fi permisă a patra înlocuire în timpul suplimentar și că numărul de rezerve va fi crescut de la 7 la 12. Timpul de început a fost de asemenea schimbat de la 20:45 CEST la 21:00 CEST. Meciul a fost, de asemenea, prima finală a Ligii Campionilor de a folosi sistemul de arbitri asistent video (VAR).

## Meci
Echipa „gazdă” (în scopuri administrative) a fost determinată după tragerea la sorți suplimentară care a avut loc după tragerea la sorți a sferturilor de finală și a semifinalelor. Tragerea la sorți a avut loc la 15 martie 2019, ora 12:00 CET, la sediul UEFA din Nyon, Elveția.
| Tottenham Hotspur | 0–2    | Liverpool                     |
| ----------------- | ------ | ----------------------------- |
|                   | Raport | - Salah 2' (pen.) - Origi 87' |

| Tottenham Hotspur | Liverpool |

| P                   | 1  | Hugo Lloris (c)    |  |     |
| FD                  | 2  | Kieran Trippier    |  |     |
| FC                  | 4  | Toby Alderweireld  |  |     |
| FC                  | 5  | Jan Vertonghen     |  |     |
| FS                  | 3  | Danny Rose         |  |     |
| MC                  | 17 | Moussa Sissoko     |  | 74' |
| MC                  | 8  | Harry Winks        |  | 66' |
| AS                  | 20 | Dele Alli          |  | 81' |
| MO                  | 23 | Christian Eriksen  |  |     |
| AS                  | 7  | Son Heung-min      |  |     |
| A                   | 10 | Harry Kane         |  |     |
| Rezerve:            |    |                    |  |     |
| P                   | 13 | Michel Vorm        |  |     |
| P                   | 22 | Paulo Gazzaniga    |  |     |
| F                   | 6  | Davinson Sánchez   |  |     |
| F                   | 16 | Kyle Walker-Peters |  |     |
| F                   | 21 | Juan Foyth         |  |     |
| F                   | 24 | Serge Aurier       |  |     |
| F                   | 33 | Ben Davies         |  |     |
| M                   | 11 | Erik Lamela        |  |     |
| M                   | 12 | Victor Wanyama     |  |     |
| M                   | 15 | Eric Dier          |  | 74' |
| M                   | 27 | Lucas Moura        |  | 66' |
| A                   | 18 | Fernando Llorente  |  | 81' |
| Antrenor:           |    |                    |  |     |
| Mauricio Pochettino |    |                    |  |     |

| P            | 13 | Alisson                 |  |     |
| FD           | 66 | Trent Alexander-Arnold  |  |     |
| FC           | 32 | Joël Matip              |  |     |
| FC           | 4  | Virgil van Dijk         |  |     |
| FS           | 26 | Andrew Robertson        |  |     |
| MC           | 14 | Jordan Henderson (c)    |  |     |
| MC           | 3  | Fabinho                 |  |     |
| MC           | 5  | Georginio Wijnaldum     |  | 62' |
| AD           | 11 | Mohamed Salah           |  |     |
| AC           | 9  | Roberto Firmino         |  | 58' |
| AS           | 10 | Sadio Mané              |  | 90' |
| Rezerve:     |    |                         |  |     |
| P            | 22 | Simon Mignolet          |  |     |
| P            | 62 | Caoimhin Kelleher       |  |     |
| F            | 6  | Dejan Lovren            |  |     |
| F            | 12 | Joe Gomez               |  | 90' |
| F            | 18 | Alberto Moreno          |  |     |
| M            | 7  | James Milner            |  | 62' |
| M            | 20 | Adam Lallana            |  |     |
| M            | 21 | Alex Oxlade-Chamberlain |  |     |
| M            | 23 | Xherdan Shaqiri         |  |     |
| A            | 15 | Daniel Sturridge        |  |     |
| A            | 24 | Rhian Brewster          |  |     |
| A            | 27 | Divock Origi            |  | 58' |
| Antrenor:    |    |                         |  |     |
| Jürgen Klopp |    |                         |  |     |

| Omul meciului: Virgil van Dijk (Liverpool) Arbitru asistent: Jure Praprotnik (Slovenia) Robert Vukan (Slovenia) Al patrulea oficial: Antonio Mateu Lahoz (Spania) Arbitru asistent video: Danny Makkelie (Țările de Jos) Arbitru asistent video asistent: Pol van Boekel (Țările de Jos) Felix Zwayer (Germania) Arbitru asistent video: Mark Borsch (Germania) | Regulile meciului - 90 minute - 30 minute de timp suplimentar dacă este necesar - Lovituri de departajare dacă scorul este egal - 12 rezerve - Maxim trei înlocuiri, cu o a patra permisă în timp suplimentar |

### Statistică
| Statistică        | Tottenham Hotspur | Liverpool |
| ----------------- | ----------------- | --------- |
| Goluri marcate    | 0                 | 1         |
| Total șuturi      | 2                 | 8         |
| Șuturi pe poartă  | 0                 | 2         |
| Apărate           | 1                 | 0         |
| Posesia mingii    | 61%               | 39%       |
| Cornere           | 2                 | 6         |
| Faulturi          | 2                 | 4         |
| Offside-uri       | 1                 | 1         |
| Cartonașe galbene | 0                 | 0         |
| Cartonașe roșii   | 0                 | 0         |

| Statistică        | Tottenham Hotspur | Liverpool |
| ----------------- | ----------------- | --------- |
| Goluri marcate    | 0                 | 1         |
| Total șuturi      | 14                | 6         |
| Șuturi pe poartă  | 8                 | 1         |
| Apărate           | 0                 | 8         |
| Posesia mingii    | 61%               | 39%       |
| Cornere           | 6                 | 3         |
| Faulturi comise   | 3                 | 2         |
| Offside-uri       | 2                 | 1         |
| Cartonașe galbene | 0                 | 0         |
| Cartonașe roșii   | 0                 | 0         |

| Statistică        | Tottenham Hotspur | Liverpool |
| ----------------- | ----------------- | --------- |
| Goluri marcate    | 0                 | 2         |
| Total șuturi      | 16                | 14        |
| Șuturi pe poartă  | 8                 | 3         |
| Apărate           | 1                 | 8         |
| Posesia mingii    | 61%               | 39%       |
| Cornere           | 8                 | 9         |
| Faulturi comise   | 5                 | 6         |
| Offside-uri       | 3                 | 2         |
| Cartonașe galbene | 0                 | 0         |
| Cartonașe roșii   | 0                 | 0         |

## Legături externe
- Site web oficial
- 2019 final: Madrid, UEFA.com